# وازریک نظری
وازریک نظری (ارمنی: Վազրիկ Նազարի) زیست‌شناس و پژوهشگر ایرانی - کانادایی ارمنی‌تبار که گونه جدیدی از شاپرک را به نام دونالد ترامپ، رئیس‌جمهوری ایالات متحده آمریکا، نئوپالپا دونالد ترامپی (Neopalpa donaltrumpi) نامگذاری کرده‌است.
وازریک نظری، در مقاله‌ای در نشریه جانورشناسی زوکیز (ZooKeys) گزارش کرده‌است که گونه‌ای از شاپرک را شناسایی کرده که تا پیش از این به عنوان گونه جدیدی از این حشره شناسایی نشده بود. وی برای این شاپرک نام لاتینی نئوپالپا دونالد ترامپی را انتخاب و ثبت کرده‌است. نظری این گونه جدید را هنگام بررسی شاپرک‌های گردآوری شده در مراکز علمی در کانادا و آمریکا مشاهده کرد و با بررسی دقیق آنها نتیجه گرفت که گونه جدیدی از شاپرک را شناسایی کرده‌است. به خاطر وجود پولک‌های زرد و سفید بر روی سر این شاپرک که یادآور مدل موی دونالد ترامپ است اسم لاتین Neopalpa donaldtrumpi را انتخاب کرده‌است.
به عقیده این زیست‌شناس زادگاه این شاپرک در منطق پرجمعیت جنوب کالیفرنیا است و این باری دیگر اهمیت حفظ محیط زیست و اکوسیستم جانوران را نشان می‌دهد و این انتخاب اسم می‌تواند توجه عموم را به انواع خاص و محدود جانوران جلب کند.

## کتابشناسی
- اطلس پروانه‌های ایران (روز پرک‌ها)[۵]